# Ronald dela Rosa
Ronald "Bato" dela Rosa (Santa Cruz, 21 januari 1962) is een Filipijns politicus en voormalig korpschef van de Filipijnse politie (PNP). Dela Rosa werd in 2019 gekozen in de Senaat van de Filipijnen. 

## Biografie
Ronald dela Rosa werd geboren op 21 januari 1962 in Santa Cruz in de zuidelijke Filipijnse provincie Davao, tegenwoordig in Davao del Sur. Zijn ouders Teodoro Diamaton dela Rosa sr. en Anesia Cruspero Marapon waren van arme komaf. Zijn vader verdiende de kost als tricycle-chauffeur. Dela Rosa volgde een opleiding aan de Philippine Military Academy en studeerde af in 1986 en was daarmee onderdeel van de bekende Sinagtala Class of 1986, de eerste lichting afgestudeerden na de val van Ferdinand Marcos door de EDSA-revolutie. Op latere leeftijd voltooide hij een Master-opleiding in Bestuurskunde in 1998 en een doctoraat Bestuurskunde in 2006, aan de University of Southeastern Philippines in Davao City.
Dela Rosa werkte een groot deel van zijn carrière bij de politie in Davao. In januari 2012 werd hij benoemd tot politiechef van Davao City. Dit was in de periode dat Sara Duterte er burgemeester was. in zijn periode als politiechef leidde hij acties tegen illegale drugs. Bij een van deze operaties gingen agenten van deur naar deur bij drugsdealers en -gebruikers, waarbij ze gewaarschuwd werden om hun leven te beteren, omdat er anders tegen ze opgetreden zou worden. Volgens Dela Rosa had de aanpak succes en daalde het drugsgebruik met 60%.
Op 1 juli 2016 werd Dela Rosa door president Rodrigo Duterte aangesteld als korpschef van de Filipijnse politie (PNP). Tijdens zijn periode als korpschef verwierf hij nationale en internationale bekendheid door de controversiële war on drugs van Duterte die werd geleid door Dela Rosa. Bij de operaties tegen drugs kwamen naar verluidt duizenden drugsdealers en -gebruikers om het leven. De Filipijnse politie zou daarbij gebruik maken van doodseskaders, die bestaan uit burgerwachten. Dela Rosa ontkende echter het bestaan van dergelijke doodseskaders. Op 19 april 2018 kwam er noodgedwongen een einde aan zijn termijn als korpschef nadat hij de verplichtte pensioenleeftijd van 56 jaar had. Nadien was Dela Rosa tot oktober van dat jaar de directeur-generaal van het Bureau of Corrections.
Bij de verkiezingen van 2019 deed Dela Rosa mee verkiezingen voor de Senaat van de Filipijnen. Met meer dan 19 miljoen stemmen eindigde hij in deze verkiezingen op de 5e plek, genoeg voor een van de 12 beschikbaar Senaatszetels.
Ronald dela Rosa is getrouwd met Nancy Comandante en samen kregen ze twee dochters en een zoon.